# 萊姆 (康乃狄克州)
萊姆（英語：Lyme）是一個位於美國康乃狄克州新倫敦縣的城鎮。

## 地理
萊姆的座標為41°24′00″N 72°21′00″W / 41.40000°N 72.35000°W，而該地的平均海拔高度為8米（即26英尺）。

## 人口
根據2010年美國人口普查的數據，萊姆的面積為89.40平方千米，當中陸地面積為82.50平方千米，而水域面積為6.90平方千米。當地共有人口2406人，而人口密度為每平方千米26.91人。